# Henrik Krüger
Pour les articles homonymes, voir Krüger.
Henrik Krüger est un journaliste danois. Il a passé cinq ans comme correspondant à Bangkok, Santiago et Washington pour le quotidien de Copenhague "Politiken". 

## Biographie
Henrik Krüger travailla en particulier sur le narcoterrorisme et le financement des groupes d'extrême-droite par le trafic de stupéfiants pendant la guerre froide et les années 60-70. Il a enquêté sur diverses officines d'extrême-droite comme le groupe Paladin, association mercenaire espagnol, la fausse agence de presse Aginter Press.

## Ouvrages
- (en) Henrik Krüger (trad. Jerry Meldon, préf. Peter Dale Scott), The Great Heroin Coup : Drugs, Intelligence, and International Fascism [« Smukke Serge og Heroinen »], Boston, South End Press, 1980, 240 p. (ISBN 0-89608-031-5 et 978-0-89608-031-7, OCLC 7093308)
- Henrik Krüger (trad. Carleen Binet, Roger Faligot et Jean Saunier, préf. Jean Saunier), L'Arme de la drogue [« Smukke Serge og Heroinen »], Paris, Temps actuels, coll. « La Vérité Vraie », 1984, 284 p. (ISBN 2-209-05627-6 et 978-2-209-05627-9, OCLC 53715032, BNF 36953108)